# Lancia Flavia
Lancia Flavia är en personbil, tillverkad av den italienska biltillverkaren Lancia mellan 1960 och 1974. En andra generation presenterades 2011.

## Första generationen

### Bakgrund
Flavian konstruerades efter idéer av Antonio Fessia. Fessia hade varit konstruktionschef hos Fiat innan han gick till flygplanstillverkaren Cemsa-Caproni efter andra världskriget. Företaget letade efter alternativa produkter att tillverka efter kriget och Fessia konstruerade en framhjulsdriven bil med en fyrcylindrig boxermotor, kallad Cemsa-Caproni F11. Tyvärr saknades pengar att förverkliga projektet och Fessia lämnade företaget. I mitten av 1950-talet kom han till Lancia för att arbeta tillsammans med Vittorio Jano.
Sedan Jano lämnat Lancia 1955 fick Fessia ansvaret att ta fram företagets nya mellanklassbil. Resultatet blev en kopia av F11:n. Bilen hade framhjulsdrift och framvagnen hade individuell hjulupphängning, avfjädrad med en tvärliggande bladfjäder. Tidiga prototyper hade även individuell bakhjulsupphängning med snett bakåtriktade länkarmar och skruvfjädrar, men produktionsbilen fick nöja sig med en stel axel, upphängd i längsgående bladfjädrar. Bromsarna var skivor runt om. Motorn var en fyrcylindrig boxermotor.

### Motor
Flavians boxermotor hade två kamaxlar, en per cylinderrad. De låg placerade på motorns undersida, vid vevhuset och styrde ventilerna via stötstänger.
Den första generationens motor, med en cylindervolym på 1500 cc ersattes redan 1963 av en ny version på 1500 och 1800 cc. Den senare fanns från 1965 även med mekanisk bränsleinsprutning från Kugelfischer.
1969 kom en tredje version av motorn på 1500, 1800 och 2000 cc. Största motorn erbjöds återigen med Kugelfischer insprutning, men den ersattes 1972 av Bosch elektroniska D-Jetronic insprutning.
| Modell            | Årsmodell | Motor                | Cylindervolym | Effekt | Bränslesystem      |
| ----------------- | --------- | -------------------- | ------------- | ------ | ------------------ |
| Berlina           | 1960-62   | 4-cyl boxermotor ohv | 1500 cm³      | 78 hk  | Enkel förgasare    |
| Coupé, Cab, Sport | 1962      | 4-cyl boxermotor ohv | 1500 cm³      | 90 hk  | Dubbla förgasare   |
| 1500              | 1963-68   | 4-cyl boxermotor ohv | 1488 cm³      | 76 hk  | Enkel förgasare    |
| 1800              | 1963-68   | 4-cyl boxermotor ohv | 1800 cm³      | 92 hk  | Enkel förgasare    |
| 1800 Sport        | 1963-67   | 4-cyl boxermotor ohv | 1800 cm³      | 105 hk | Dubbla förgasare   |
| 1800 Iniezione    | 1965-68   | 4-cyl boxermotor ohv | 1800 cm³      | 102 hk | Bränsleinsprutning |
| 1500              | 1969-70   | 4-cyl boxermotor ohv | 1490 cm³      | 80 hk  | Enkel förgasare    |
| 1800              | 1969-70   | 4-cyl boxermotor ohv | 1816 cm³      | 92 hk  | Enkel förgasare    |
| 2000              | 1969-74   | 4-cyl boxermotor ohv | 1991 cm³      | 114 hk | Enkel förgasare    |
| 2000 Iniezione    | 1969-74   | 4-cyl boxermotor ohv | 1991 cm³      | 126 hk | Bränsleinsprutning |

### Berlina
Sedan-versionen Berlina presenterades på Turinsalongen 1960. Karossen var rejält fyrkantig, i enlighet med den ”tvålkopps”-design, som var på modet i början av 1960-talet. Fronten var försedd med dubbla strålkastare, placerade längst upp på skärmkanten, enligt amerikanskt femtiotalsmode. 1963 kom en ny serie motorer.
1967 genomgick bilen en modernisering, med bland annat en ny front. En lyxigare LX-version tillkom, med bland annat servostyrning som standard. 1969 uppdaterades motorprogrammet ännu en gång.
1971 upphörde tillverkningen av de mindre motorerna och Flavian marknadsfördes därefter under modellnamnet 2000 (se nedan).
Produktionen uppgick till 62 900 Berlinor, inklusive 2000-modellen.

### Coupé
Pininfarina presenterade en coupé-version 1962 som byggde på ett kortat Berlina-chassi. Coupén hade även en starkare tvåförgasar-motor. Bilen kallades ”fattigmans-Ferrari”, eftersom karossen var mycket lik Pininfarinas samtida Ferrari-modeller. Redan 1963 fick bilen en ny, större motor.
1969 genomgick bilen en ansiktslyftning, med bland annat ny front och akter. Samtidigt uppdaterades motorprogrammet ännu en gång.
Från 1971 marknadsfördes även coupén under modellnamnet 2000 (se nedan).
Produktionen uppgick till 22 400 Coupéer, inklusive 2000-modellen.

### Cabriolet
Samtidigt med coupén presenterade Vignale en öppen cabriolet på det kortare chassit. Den utvecklades parallellt med coupén, men på grund av dåliga försäljningssiffror upphörde tillverkningen redan 1967.
Produktionen uppgick till 878 Cabrioleter.

### Sport
Även Zagato presenterade en coupé-version, samtidigt med de övriga tvådörrarsvarianterna. Designen var udda, även för att komma från Zagato, men med lågt luftmotstånd och lätt kaross, helt i aluminium hade den imponerande prestanda. När de nya motorerna introducerades 1963, fick Sport-modellen en starkare tvåförgasarversion. Tillverkningen avslutades samtidigt med cabrioleten 1967.
Produktionen uppgick till 1 305 Sport.

### 2000
I samband med att Berlinan ansiktslyftes återigen 1971, försvann namnet Flavia och bilen marknadsfördes därefter som Lancia 2000. Från 1972 fick insprutningsversionen femväxlad växellåda. Tillverkningen avslutades 1974.
Den sammanlagda produktionen av 2000-modellen, sedan och coupé, uppgick till 14 300 exemplar.

### Bilder

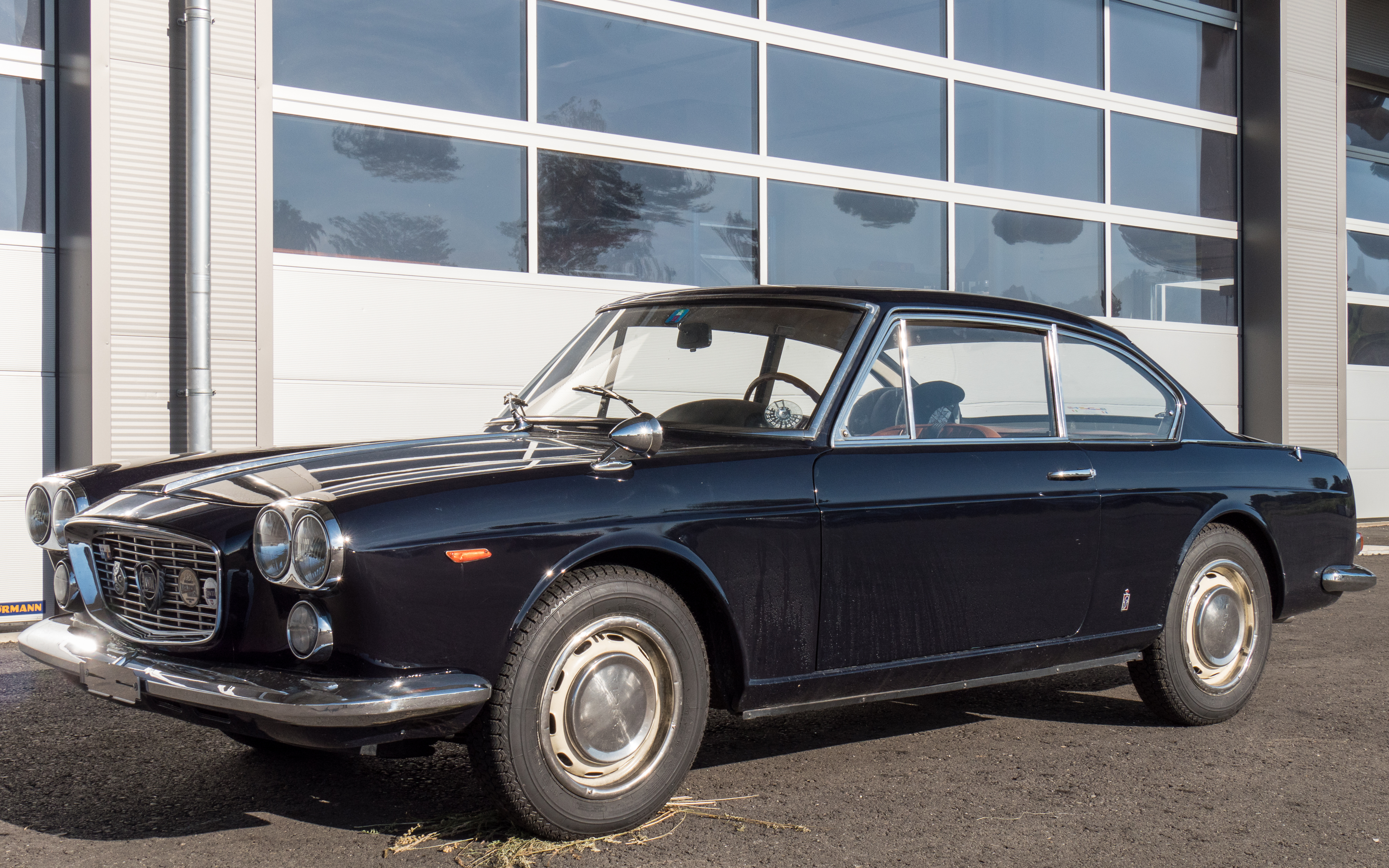
Coupé
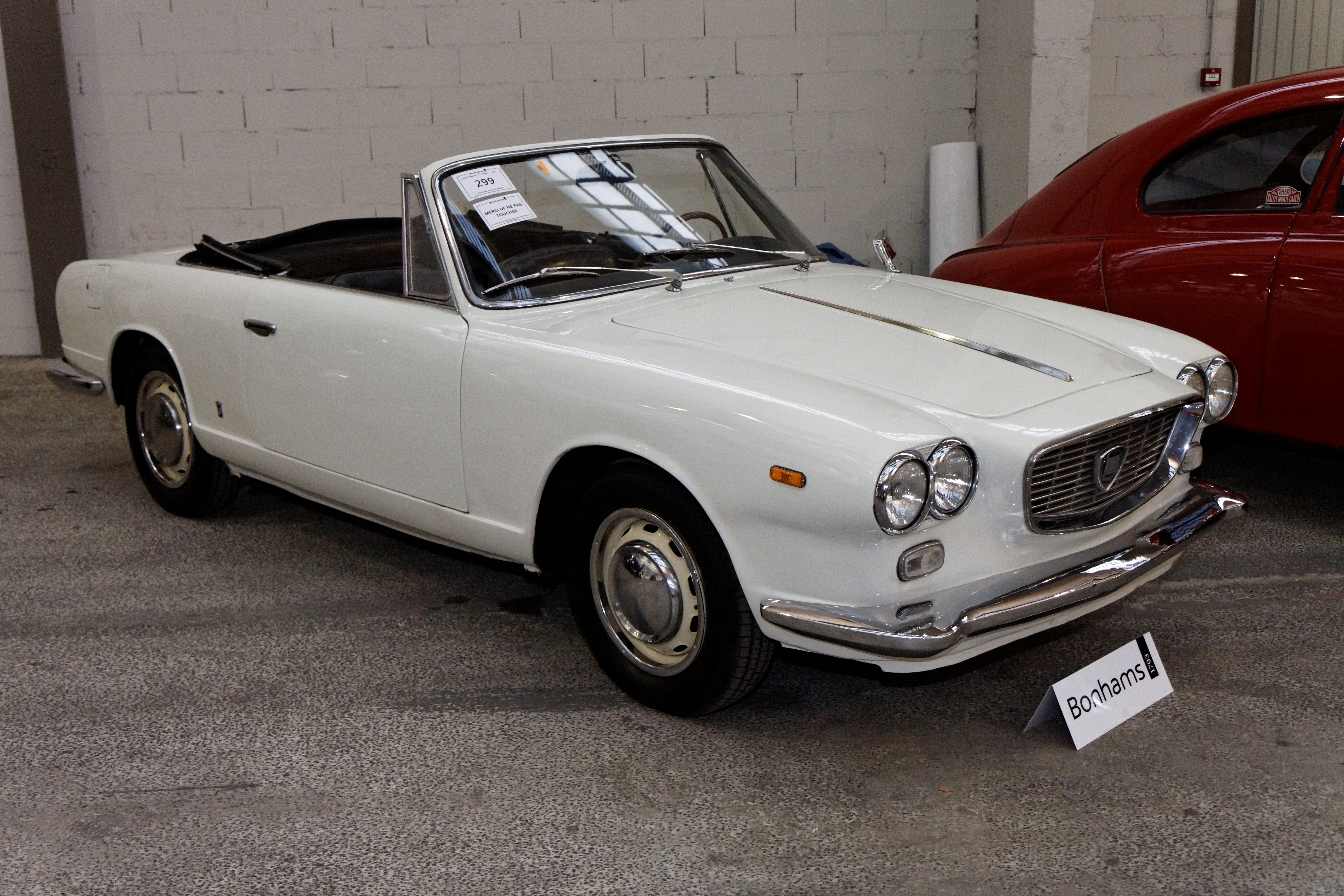
Cabriolet
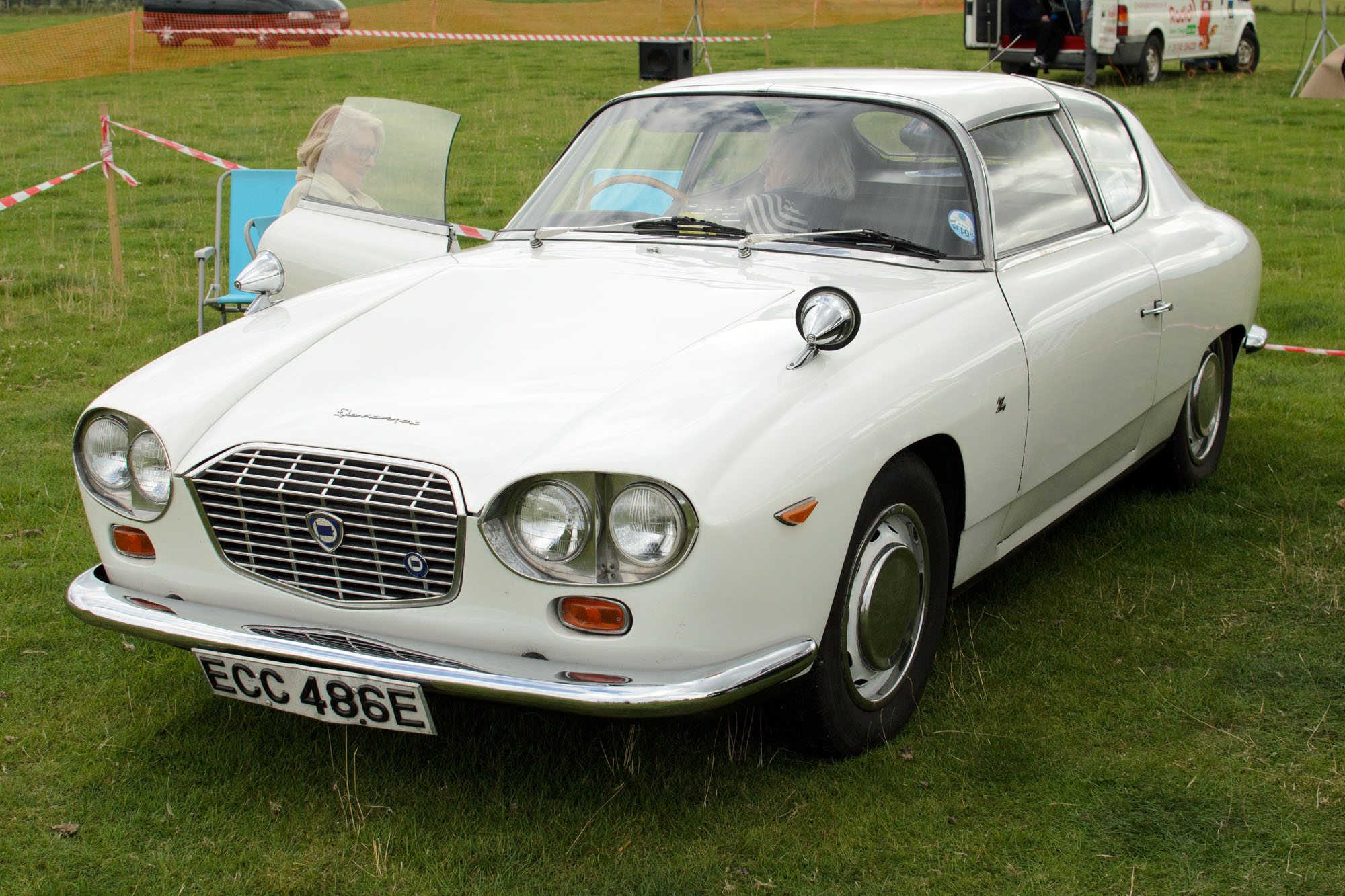
Sport (Zagato)
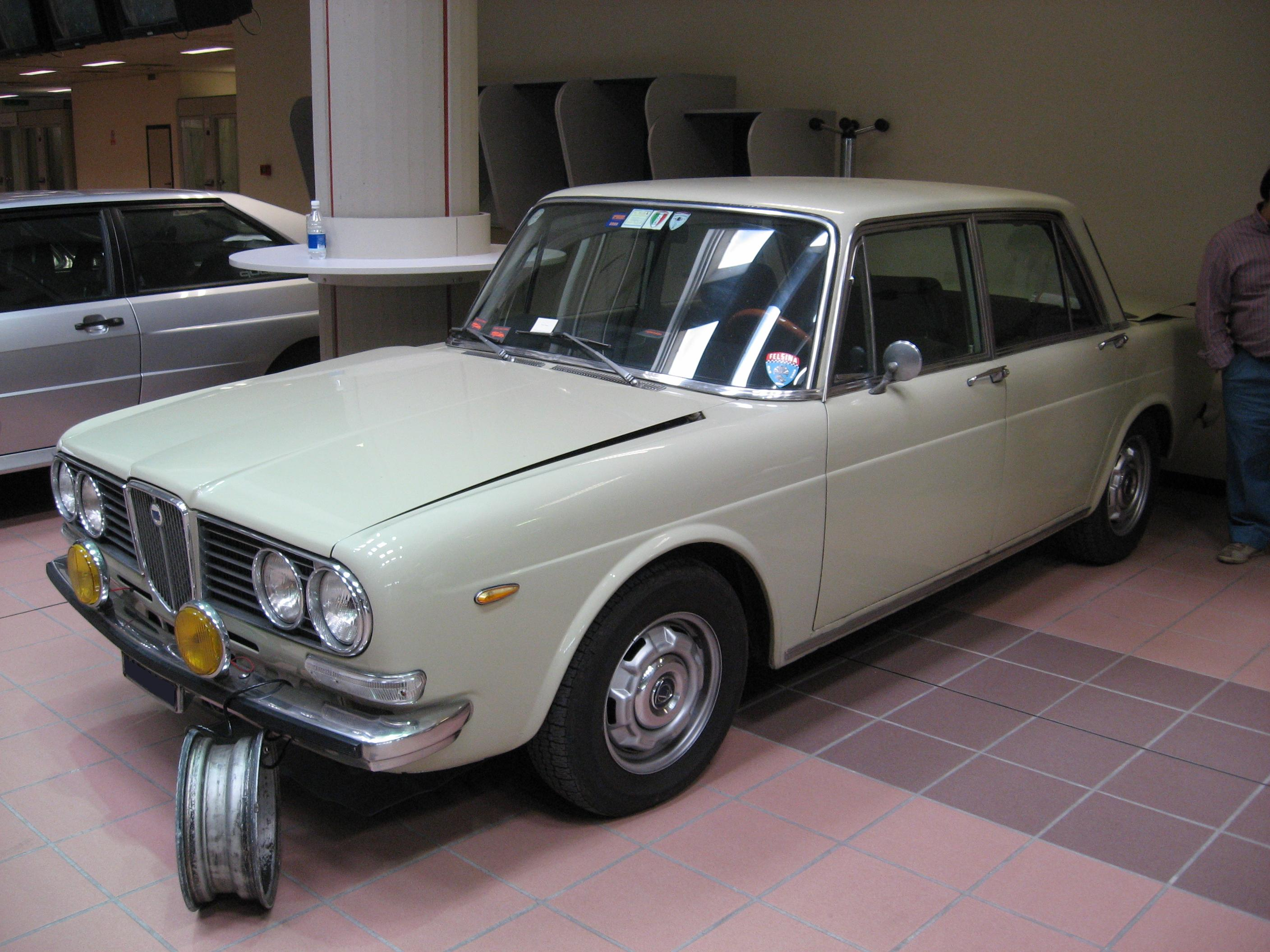
2000 Berlina

## Andra generationen
Efter att Lancias ägare Fiat även blivit den största ägaren i Chrysler beslöts det att Chryslers modeller fortsättningsvis skulle säljas under namnet Lancia på den europeiska marknaden. På Internationella bilsalongen i Genève 2011 visade man upp en konceptbil med det återupplivade namnet Flavia. Bilen är näst intill identisk med Chrysler 200.

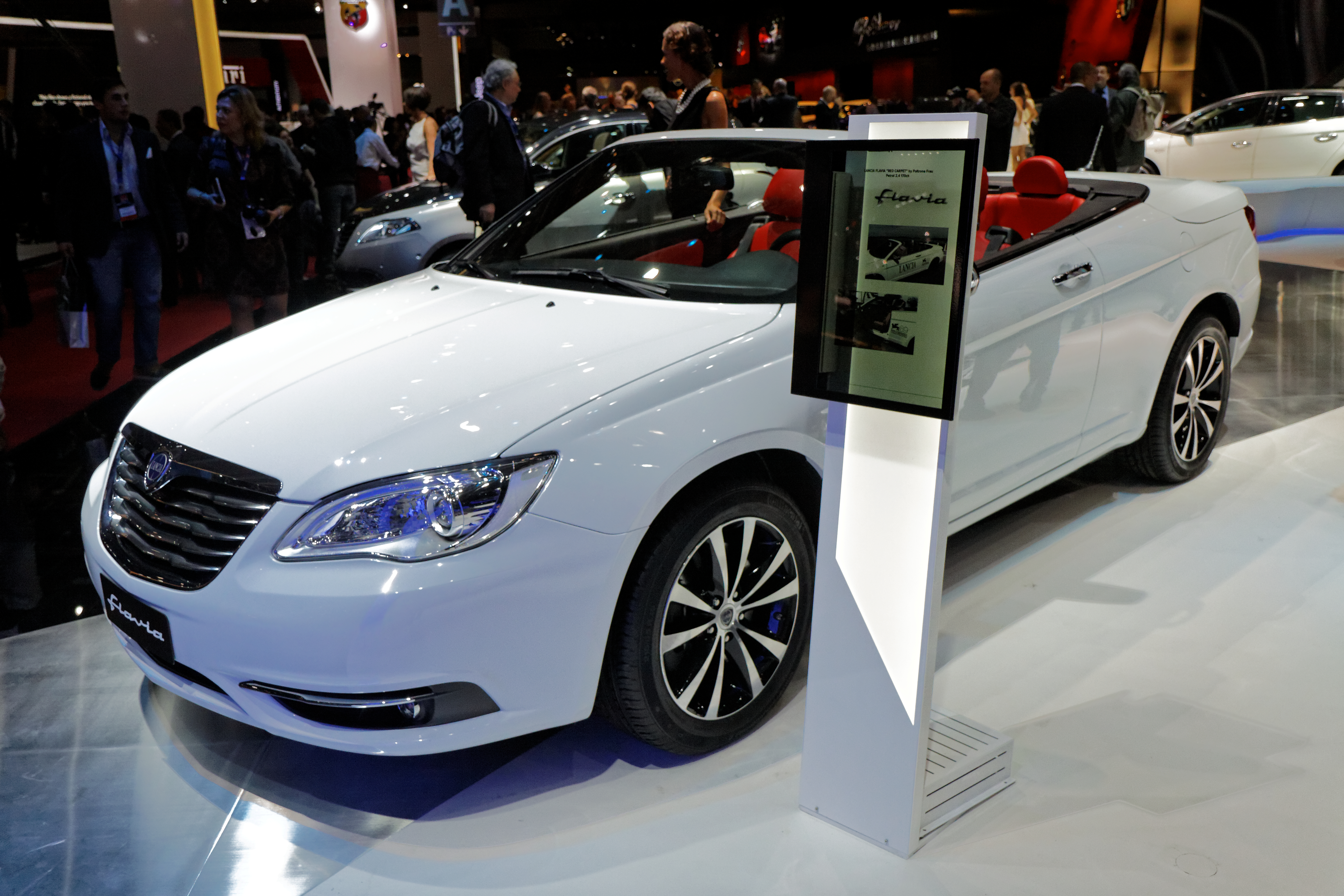
Lancia Flavia, 2012
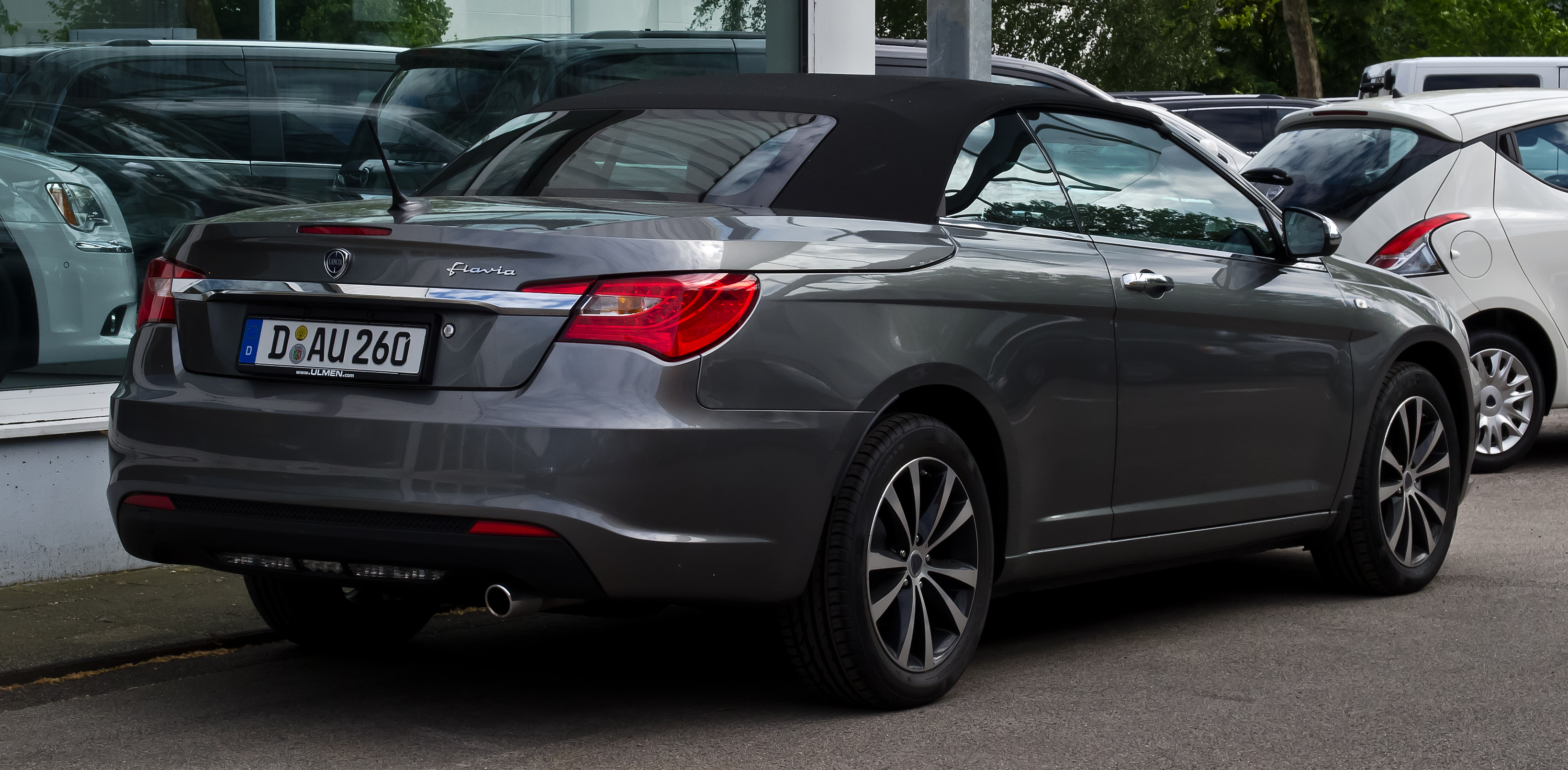
Lancia Flavia bakifrån, 2012